# Alestorm
Alestorm je mednarodna pirate metal skupina, ki izhaja iz mesta Perth na Škotskem. Njihova glasba in besedila vsebujejo opazne vplive piratske kulture, zato so jih mnogi kritiki in oboževalci označili za "pirate metal" skupino.
Po podpisu pogodbe z Napalm Records Records leta 2007 so leta 25. januarja 2008 izdali prvenec Captain Morgan's Revenge. Drugi album, Black Sails at Midnight, je izšel 27. maja 2009. 3. junija 2011 so izdali svoj tretji album Back Through Time. Četrti album Sunset on the Golden Age je izšel avgusta 2014. Peti  album No Grave But the Sea je bil izdan 26. maja 2017, šesti, Curse of the Crystal Coconut, 29. maja 2020, sedmi in dozdanje zadnji album, Seventh Rum of a Seventh Rum, pa 24. junija 2022.

## Zgodovina

### Začetki (2004–2007)
Skupina je kot studijski projekt Christopherja Bowesa in Gavina Harperja nastala leta 2004 pod imenom Battleheart. Prvotno mišljeni kot klasična power metal skupina so šele po uspehu pesmi "Heavy Metal Pirates" odločili stalno vpeljati piratsko in folk metal vsebino v svojo glasbo. Leta 2006 sta Gavin in Christopher samostojno posnela in izdala dva dema, ki sta bila dobro sprejeta v lokalni metal skupnosti.  V živo je skupina pričela nastopati leta 2006 z naslednjo zasedbo: Bowes (vokali in keytar), Harper (kitara), Dani Evans (bas kitara) in Doug Swierczek (bobni). Doug Swierczek je še isto leto zapustil skupino, nadomestil ga je Ian Wilson. Po kratkem neaktivnem obdobju so Battleheart leta 2007 poslali deme založbi Napalm Records Records, s katero so pozneje podpisali pogodbo.

### Alestorm
Po podpisu pogodbe z Napalm Records Records se je skupina preimenovala v Alestorm.  Prvenec Captain Morgan's Revenge so izdali v začetku leta 2008.
Septembra 2008 je eden izmed ustanoviteljev, kitarist Gavin Harper, skupino zapustil. Zamenjal ga je Tim Shaw, a so ga po krajšem obdobju odpustili. Da bi skupina zapolnila manjkajoče mesto kitarista, je Dani Evans iz basa prešel na kitaro, Gareth Murdock iz skupine Waylander pa se jim je pridružil kot novi basist. Drugi album, Black Sails at Midnight je izšel maja 2009. Marca 2010 je skupino zapustil Ian Wilson, nadomestil ga je novi bobnar Peter Alcorn. Tretji album, Back Through Time, je bil tako prvi z novim bobnarjem. Oktobra 2011 se jim je pridružil še Elliot Vernon s klaviaturami in kričanjem oziroma death metal vokali.
Skupina je svoj četrti album "Sunset on the Golden Age" izdala 1. avgusta 2014. Osvojil je prvo mesto britanske lestvice UK Rock Chart.
Aprila 2015 je iz Alestorma izstopil Dani Evans, nadomestil ga je madžarski kitarist Máté Bodor iz skupine Wisdom, sicer tudi član skupine Leander Kills.
Oktobra 2016 je Christopher Bowes na enem izmed koncertov v sklopu turneje Super Smashed Turbo Tour oznanil, da Alestorm pripravljajo svoj peti studijski album, snemanje naj bi se začelo januarja 2017. Album "No Grave But The Sea" je izšel 26. maja 2017. 8 januarja 2020 je skupina razkrila ime novega albuma, "Curse of the Crystal Coconut", ki je izšel 29. maja 2020. V sklopu promoviranja albuma so izdali single "Treasure Chest Party Quest", "Tortuga" (z Captainom Yarrface of Rumahoy) in "Fannybaws".

## Način igranja
Alestorm vključuje kombinacijo več stilov metal glasbe. Ponavadi jih uvrščajo v power in folk metal. Sami se uvrščajo za "pirate metal" skupino, njihova znamka je znana ravno po piratski temi. Vključujejo tako živahen in trden stil power metala, kot tipično orkestracijo, značilno za folk metal. Pesmi z albumov vsebujejo prave trobente in pozavne, vpletene pa so tudi sintetizirane značilnosti harmonike, flavte in gosli za dosego piratskega vzdušja. Alestorm pogosto uporablja besedila z nenavadno ter pogosto humorno temo, a vedno ostaja zvest piratski tematiki.
Skupina je prav tako poznana po eksperimentiranju z različnimi metal zvrstmi, kar vključuje tudi uporabo prvin thrash metala ("Black Sails At Midnight") in black metala ("Death Throes Of The Terrorsquid"). Zadnji albumi vsebujejo čedalje več metalskega kričanja klaviaturista Elliota Vernona, ki dajejo pesmim dih metalcora ("Magnetic North") in death metala ("1741 – The Battle of Cartegena").

## Turneje
- Marec 2008 – brutanska turneja s skupinama Turisas in Norther,
- oktober 2008 – "Ragnarok Aaskereia" po Evropi s skupinami Týr, Hollenthon, Svartsot in Gwydion,
- februar–marec 2009 – "Pagan Knights" po Severni Ameriki s skupinama Týr in Suidakra[16],
- april–maj 2009 – "Black Sails Over Europe" po Evropi s skupinami Tyr, Heidevolk in Adorned Brood,
- september 2009 – "Paganfest" po Evropi s skupinami Korpiklaani, Moonsorrow, Unleashed, Die Apokalyptischen Reiter, Einherjer, Ex Deo in Swashbuckle,
- november 2009 – "Heathenfest" po Severni Ameriki s skupinami Eluveitie, Begramofonska ploščahegor, Vreid in Kivimetsan Druidi,
- februar–marec 2010 – "Paganfest" po Evropi s skupinami Finntroll, Eluveitie, Dornenreich, Varg in Arkona ,
- junij 2010 – "Plunder Down Under" po Avstraliji s podporno skupino Claim the Throne,
- avgust–december 2010 – "World War Tour" po Evropi, podpirali skupino Sabaton,
- maj 2011 – "Back Through Time" po Avstraliji s skupino Voyager,
- avgust 2011 – "Pandemonium Over North America" po Severni Ameriki podpirali skupino Kamelot,
- september–oktober 2011 – "Heidenfest" po Evropi s skupinami Turisas, Wintersun, Finntroll, Arkona in Trollfest,
- februar 2012 – "Useless Drunken Bastards" po Britaniji s podpornima skupinama Claim the Throne in Darkest Era,
- april 2012 – "Paganfest" po Severni Ameriki s skupinama Turisas in Arkona,
- september 2012 – "The Power Within" po Britaniji s skupinama DragonForce in The Defiled,
- oktober 2012 – "The North American Enigma" po Severni Ameriki s skupinama Epica in Insomnium,
- januar 2013 – "Live at the End of the World" po Avstraliji in Novi Zelandiji,
- november–december 2013 – po Severni Ameriki s podpornima skupinama Trollfest in Gypsyhawk,
- september 2014 – "Storming Across Europe" po Evropi s podpornimi skupinami Brainstorm, Crimson Shadows in Troldhaugen,
- oktober 2014 – "Piratefest" po Britaniji s skupinami Lagerstein, Red Rum in Rainbowdragoneyes,
- januar 2015 – "Piratefest" po Severni Ameriki s skupinami Swashbuckle in The Dread Crew Of Oddwood,
- november 2015 – "Piratefest" po Avstraliji in Novi Zelansdiji s podpornima skupinama Lagerstein in Troldhaugen,
- februar–marec 2016 – "Heroes on Tour" po Evropi in Britaniji s skupino Sabaton,
- oktober 2016 – "Super Smashed Turbo Tour" po Severni Ameriki s podpornima skupinama Nekrogoblikon in Æther Realm,
- junij–avgust 2017 – Vans Warped Tour po Severni Ameriki,
- september–oktober 2017 – "No Grave But the Sea" po Evropi s podpornima skupinama Æther Realm in Troldhaugen,
- februar 2018 – "Piratefest 2018" po Britaniji in Irski s skupinama Rumahoy in The Dread Crew Of Oddwood,
- avgust 2018 – Bloodstock Open Air Festival Saturday,
- november–december 2018 - "Skälstorm European Tour" po Evropi s podporno skupino Skálmöld.

## Člani skupine
| Sedanja zasedba - Christopher Bowes – vokal, keytar (2004–danes) - Gareth Murdock – bas kitara, stranski vokal (2008–danes) - Peter Alcorn – bobni (2010–danes) - Elliot Vernon – klaviature, nečisti vokal (2011–danes) - Máté Bodor – kitara, stranski vokal (2015–danes) | Nekdanji člani - Gavin Harper – kitara (2004–2008) - Dani Evans – bas kitara (2006–2008), guitars (2008–2015) - Doug Swierczek – bobni (2006) - Ian Wilson – bobni (2007–2008, 2008–2010) - Alex Tabisz – bobni (2008) - Tim Shaw – kitara (2008) |

- Alestorm, zasedba na Rockharz 2018
- Pevec Christopher Bowes
- Bas kitarist Gareth Murdock
- Klaviaturist Elliot Vernon
- Kitarist Máté Bodor

Časovnica

## Diskografija

### Studijski albumi
| Leto | Informacije | Lestvice | Lestvice | Lestvice | Lestvice  | Lestvice      | Lestvice        |
| Leto | Informacije | VB       | NEM      | AVS      | ZDA Heat. | ZDA Hard Rock | ZDA Independent |
| ---- | --- | -------- | -------- | -------- | --------- | ------------- | --------------- |
| 2008 | Captain Morgan's Revenge - Izdan: 25. januar 2008 - Založba: Napalm Records - Izdan kot: CD, gramofonska plošča, prenos iz interneta  | -        | -        | -        | -         | -             | -               |
| 2009 | Black Sails at Midnight - Izdan: 27. maj 2009 - Založba: Napalm Records - Izdan kot: CD, picture disc, medmrežni prenos               | -        | 60       | -        | 87        | -             | -               |
| 2011 | Back Through Time - Izdan: 3 June 2011 - Založba: Napalm Records - Izdan kot: CD, Mediabook, gramofonska plošča, medmrežni prenos     | 200      | 42       | -        | 23        | -             | -               |
| 2014 | Sunset on the Golden Age - Izdan: 1. avgust 2014 - Založba: Napalm Records - Izdan kot: CD, gramofonska plošča, medmrežni prenos      | 68       | 26       | 39       | 7         | 20            | 32              |
| 2017 | No Grave But the Sea - Izdan: 26. maj 2017 - Založba: Napalm Records - Izdan kot: CD, Mediabook, gramofonska plošča, medmrežni prenos | 50       | 14       | 15       | 1         | 14            | 5               |
| 2020 | Curse of the Crystal Coconut - Izdan: 29. maj 2020 - Label: Napalm Records - Formats: CD, Mediabook, LP, kaseta, medmrežni prenos     | 68       | 12       | 15       |           |               |                 |
| 2022 | Seventh Rum of a Seventh Rum - Izdan: 24. junij 2022 - Label: Napalm Records - Formats: CD, Mediabook, LP, kaseta, medmrežni prenos   |          | 48       | 7        |           |               |                 |

### EP-ji in singli
| Leto | informacije |
| ---- | --- |
| 2006 | Battleheart - Izdan: 2006 - Založba: Samozaložba - Izdan kot: prenos iz interneta                                                                    |
| 2006 | Terror on the High Seas - Izdan: 2007 - Založba: Samozaložba - Izdan kot: prenos iz interneta                                                        |
| 2009 | Leviathan - Izdan: 27. januar 2009 - Založba: Napalm Records - Izdan kot: CD, prenos iz interneta                                                    |
| 2013 | In the Navy (The Village People cover) - Izdan: 18. november 2013 - Založba: Napalm Records - Izdan kot: prenos iz interneta, gramofonska plošča     |
| 2016 | Skalstorm (split 7" single with Skalmold) - Izdan: 30. september 2016 - Založba: Napalm Records - Izdan kot: prenos iz interneta, gramofonska plošča |

### Albumi v živo
| Leto | Informacije |
| ---- | --- |
| 2013 | Live at the End of the World - Izdan: 18. november 2013 - Založba: Napalm Records Records - Izdan kot: DVD, CD, prenos iz interneta                       |
| 2021 | Live at the End of the World - Izdan: 28. maj 2021 - Založba: Napalm Records Records - Izdan kot: Blu-ray, DVD, CD, dolgometražni album, medmrežni prenos |

### Videospoti
| Leto | Pesem                                                | Album                    | Režiser       | Tip                | Link   |
| ---- | ---------------------------------------------------- | ------------------------ | ------------- | ------------------ | ------ |
| 2009 | "Nancy the Tavern Wench"                             | Captain Morgan's Revenge | Neznan        | Nastop v živo      | [ 27 ] |
| 2009 | "Captain Morgan's Revenge"                           | Captain Morgan's Revenge | Neznan        | Besedilni          | [ 28 ] |
| 2009 | "Keelhauled"                                         | Black Sails at Midnight  | Silvan Büge   | Nastop             | [ 29 ] |
| 2011 | "Shipwrecked"                                        | Back Through Time        | Ivan Colic    | Nastop             | [ 31 ] |
| 2012 | "Death Throes of the Terrorsquid"                    | Back Through Time        | Ivan Colic    | Igran              | [ 32 ] |
| 2013 | "In the Navy" (priredba skupine The Village People ) | In the Navy EP           | Tommy Jones   | Posnetki s turneje | [ 33 ] |
| 2014 | "Drink"                                              | Sunset on the Golden Age | Oliver Sommer | Igran              | [ 34 ] |
| 2014 | "Hangover" (priredba pesmi Taia Cruza)               | Sunset on the Golden Age | Neznan        | Besedilni          | [ 35 ] |
| 2015 | "Magnetic North"                                     | Sunset on the Golden Age | Ivan Colic    | Igran              | [ 36 ] |
| 2017 | "Alestorm"                                           | No Grave But The Sea     | Ivan Colic    | Igran              | [ 37 ] |
| 2017 | "Mexico"                                             | No Grave But The Sea     | Ivan Colic    | Igran              | [ 38 ] |
| 2017 | "Fucked With An Anchor"                              | No Grave But The Sea     | Elliot Vernon | Studijski posnetki | [ 39 ] |